# Ḇ
B z makronem dolnym (wielka litera: Ḇ; mała litera: ḇ) – litera diakrytyzowana alfabetu łacińskiego pochodząca od litery b powstała przez dodanie makronu dolnego.

## Zastosowanie
Jest używana między innymi do transliteracji biblijnego języka hebrajskiego w tłumaczeniach na języki używające alfabetu łacińskiego. Występuje w funkcji spółgłoski szczelinowej dwuwargowej dźwięcznej (/β/) zastępującej literę bet (ב).

## Kodowanie komputerowe
W unikodzie b z makronem dolnym jest kodowana:
| Znak | Unicode | Nazwa unikodowa                        | Nazwa polska                   |
| ---- | ------- | -------------------------------------- | ------------------------------ |
| Ḇ    | U+1E06  | LATIN CAPITAL LETTER B WITH LINE BELOW | Wielka litera b z linią u dołu |
| ḇ    | U+1E07  | LATIN SMALL LETTER B WITH LINE BELOW   | Mała litera b z linią u dołu   |